# Albi Doka
Albi Doka (Babrru, 26 de junio de 1997) es un futbolista albanés que juega en la demarcación de lateral derecho para el K. F. Skënderbeu Korçë de la Superliga de Albania.

## Selección nacional
Tras jugar con la selección de fútbol sub-21 de Albania, finalmente debutó con la selección absoluta el 11 de noviembre de 2020 en el encuentro de la Liga de Naciones de la UEFA 2020-21 ante Kosovo que terminó con victoria albanesa por 2-1 tras el gol de Vedat Muriqi para Kosovo, y de Bekim Balaj y Myrto Uzuni para Albania.

## Clubes
| Club                           | País    | Año       | Partidos | Goles |
| ------------------------------ | ------- | --------- | -------- | ----- |
| K. F. Tirana B                 | Albania | 2016-2017 | 13       | 5     |
| K. F. Tirana                   | Albania | 2017-2020 | 115      | 5     |
| H. N. K. Gorica                | Croacia | 2020-2022 | 41       | 1     |
| Budapest Honvéd F. C. (cedido) | Hungría | 2022-2023 | 36       | 0     |
| K. F. Tirana                   | Albania | 2023-2024 | 21       | 1     |
| Újpest F. C.                   | Hungría | 2024      | 6        | 0     |
| K. F. Skënderbeu Korçë         | Albania | 2024-     | 21       | 0     |

## Palmarés

### Campeonatos nacionales
| Título               | Club         | País    | Año  |
| -------------------- | ------------ | ------- | ---- |
| Copa de Albania      | K. F. Tirana | Albania | 2017 |
| Supercopa de Albania | K. F. Tirana | Albania | 2017 |
| Kategoria e Parë     | K. F. Tirana | Albania | 2018 |
| Superliga de Albania | K. F. Tirana | Albania | 2020 |